# Río Yanapaga
Der Río Yanapaga (Quechua: yana für „schwarz“), im Oberlauf auch Quebrada Cagca, ist ein 180 km langer rechter Nebenfluss des Río Marañón in der Provinz Datem del Marañón in der Region Loreto im zentralen Norden Perus.

## Flusslauf
Der Río Yanapaga entspringt in der Cordillera Manseriche-Cahuapanas. Das Quellgebiet befindet sich im äußersten Südwesten des Distrikts Manseriche auf einer Höhe von etwa 1420 m. Der Río Yanapaga fließt anfangs 20 km in östlicher Richtung durch das Gebirge. Anschließend wendet er sich 20 km nach Norden und schließlich nach Nordosten. Bei Flusskilometer 115 erreicht der Fluss das nordöstlich des Gebirges gelegene Amazonastiefland. Dieses durchquert er anfangs in östlicher Richtung, die letzten 50 Kilometer in nordnordöstlicher Richtung. Er weist im Tiefland ein stark mäandrierendes Verhalten mit zahlreichen Flussschlingen und Altarmen auf. Bei Flusskilometer 103 trifft der Río Yuracapaga (Quechua: yurac für „weiß“) von links auf den Río Yanapaga. Dieser durchschneidet bei Flusskilometer 90 einen 200 m hohen Höhenrücken, der dem Gebirge vorgelagert ist. Der Río Yanapaga mündet schließlich auf einer Höhe von etwa 135 m, 14 km oberhalb der Einmündung des Río Morona, in den in Richtung Ostsüdost fließenden Río Marañón. Knapp 2 km oberhalb der ursprünglichen, eigentlichen Flussmündung des Río Yanapaga trifft dieser auf einen kleineren von Westen kommenden Seitenarm des Río Marañón.

## Einzugsgebiet
Der Río Yanapaga entwässert ein Areal von ungefähr 1900 km². Dieses umfasst den Süden und Südwesten des Distrikts Manseriche. Das Einzugsgebiet des Río Yanapaga grenzt im Norden und im Nordwesten an das des Río Saramiriza sowie des oberstrom gelegenen Río Marañón, im Westen an das des Río Nieva sowie im Südosten an das des Río Potro. Das relativ gering besiedelte Gebiet besteht hauptsächlich aus tropischem Regenwald und aus Sumpfgebieten.